# Cantón de Woippy
El cantón de Woippy era una división administrativa francesa, que estaba situada en el departamento de Mosela y la región de Lorena.

## Composición
El cantón estaba formado por ocho comunas:
- La Maxe
- Le Ban-Saint-Martin
- Longeville-lès-Metz
- Lorry-lès-Metz
- Moulins-lès-Metz
- Plappeville
- Scy-Chazelles
- Woippy

## Supresión del cantón de Woippy
En aplicación del Decreto nº 2014-183 de 18 de febrero de 2014, el cantón de Woippy fue suprimido el 22 de marzo de 2015 y sus 8 comunas pasaron a formar parte; cuatro del nuevo cantón de Mortigny-lès-Metz, dos del nuevo cantón de Laderas de Mosela y dos del nuevo cantón de Sillón de Mosela.